# Inventar der Fundmünzen der Schweiz
Das Inventar der Fundmünzen der Schweiz (IFS) ist ein Dokumentations- und Informationszentrum, in welchem die numismatischen Quellen – Münzfunde und relevante Dokumente – der Schweiz und des Fürstentums Liechtenstein erfasst und dokumentiert werden. Der Sitz ist in Bern.
Das IFS ist ein Unternehmen der Schweizerischen Akademie der Geistes- und Sozialwissenschaften (SAGW) und wurde 1992 gegründet.

## Aufgaben
Das IFS koordiniert die Dokumentation aller Münzfunde der Schweiz und des Fürstentums Liechtenstein. Hierfür arbeitet es eng mit den kantonalen Behörden zusammen, welche für die Bodenfunde auf ihrem jeweiligen Gebiet zuständig sind (nach Art. 724 ZGB). Schwerpunkte des Inventars der Fundmünzen der Schweiz sind dabei Vermittlung bzw. Wissenstransfer zwischen Fachspezialisten und der breiten Öffentlichkeit. Ein weiteres Augenmerk liegt in der Förderung des wissenschaftlichen Nachwuchses.

## Publikationen

### Bulletin
Bulletin IFS ITMS IRMS, ISSN 1024-1663:
- Heft 1, Lausanne 1994.
- Heft 2, Lausanne 1995.
- Heft 2 Supplément: Usure et corrosion / Abnutzung und Korrosion, Lausanne 1995.
- Heft 3, Lausanne 1996.
- Heft 4, Lausanne 1997.
- Heft 5, Lausanne 1998.
- Heft 6, Lausanne 1999.
- Heft 7, Lausanne 2000.
- Heft 8, Lausanne 2001.
- Heft 9, Biel 2002.
- Heft 10, Biel 2003.
- Heft 11, Muttenz 2004.
- Heft 12, Muttenz 2005.
- Heft 13, Bern 2006.
- Heft 14, Bern 2007.
- Heft 15, Bern 2008.
- Heft 16, Bern 2009.
- Heft 17, Bern 2010.
- Heft 18, Bern 2011.

### Inventar der Fundmünzen der Schweiz
- Suzanne Frey-Kupper, Olivier Frédéric Dubuis (Red.): Ausgewählte Münzfunde, Kirchenfunde. Eine Übersicht. Lausanne 1993, ISBN 2-940086-00-1 (= Band 1).
- Stephen Doswald, Philippe Della Casa: Kanton Zug. Lausanne 1994, ISBN 2-940086-01-X (= Band 2).
- Markus Peter: Augusta Raurica I. Augst 1949–1972. Lausanne 1996, ISBN 2-940086-02-8 (= Band 3).
- Markus Peter: Augusta Raurica II. Kaiseraugst 1949–1972. Lausanne 1996, ISBN 2-940086-03-6 (= Band 4).
- Andrew Cole, François Wiblé: Martigny (VS): Le mithraeum. Lausanne 1999, ISBN 2-940086-04-4 (= Band 5).
- Benedikt Zäch: Kanton St. Gallen I. Mittelalterliche und neuzeitliche Münzfunde. Bern 2001, ISBN 2-940086-05-2 (= Band 6).
- José Diaz Tabernero: Ein Hortfund der Zeit um 1843 aus Sursee (LU). Bern 2003, ISBN 2-940086-06-0 (= Band 7).
- José Diaz Tabernero, Daniel Schmutz: Goldgulden, Dicken, Batzen und Kreuzer. Der Fund von Neunkirch (SH), verborgen um 1500. Bern 2005, ISBN 2-940086-07-9 (= Band 8).
- Stephen Doswald: Kanton Zug II. Bern 2009, ISBN 978-2-940086-08-5 (= Band 9).
- José Diaz Tabernero, Hans-Ulrich Geiger, Michael Matzke: Cantone Ticino: ritrovamenti monetali da chiese. Bern 2012, ISBN 978-2-940086-09-2 (= Band 10).
- José Diaz Tabernero, Luca Gianazza: Die Geldbörse des «Söldners» vom Theodul-Pass (VS) – Il ripostiglio del «mercenario» del Colle del Teodulo (VS). Bern 2014, ISBN 978-2-940086-10-8 (= Band 11).